# Ренка
Ренка (исп. Renca) — коммуна в Чили. Одна из городских коммун города Сантьяго. Коммуна входит в состав провинции Сантьяго и Столичной области.

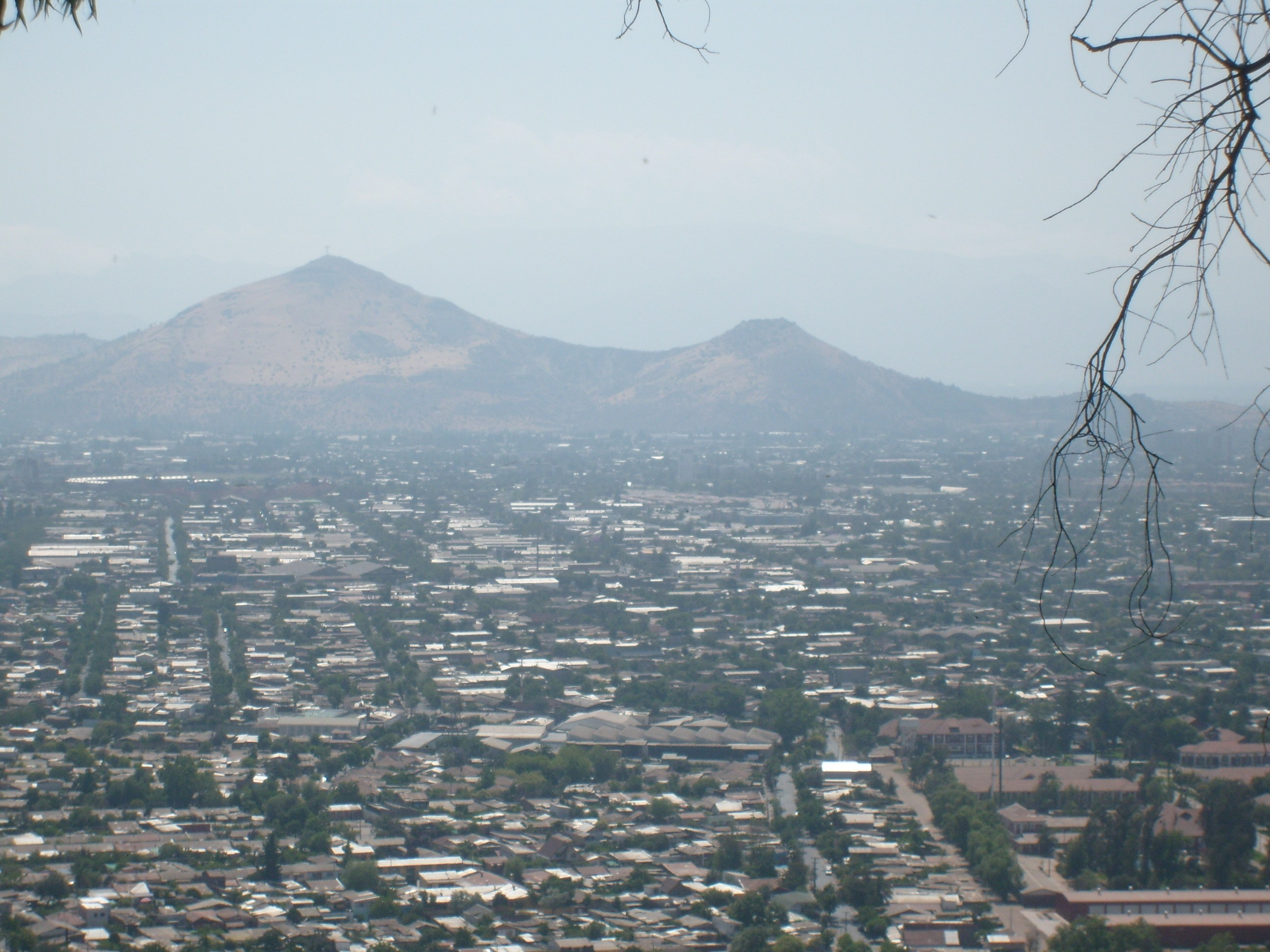

Территория — 24 км². Численность населения — 147 151 житель (2017). Плотность населения — 6131,3 чел./км².

## Расположение
Коммуна расположена на северо-западе города Сантьяго.
Коммуна граничит:
- на севере — с коммуной Киликура
- на востоке — с коммунами Кончали и Индепенденсия
- на юге — с коммуной Серро-Навия, Кинта-Нормаль
- на западе — с коммуной Пудауэль

## Демография
Согласно сведениям, собранным в ходе переписи 2017 г. Национальным институтом статистики (INE),  население коммуны составляет:
| Полное население                          | Полное население                          | Полное население                          | Полное население                          | Полное население                          | 147 151 |
| ----------------------------------------- | ----------------------------------------- | ----------------------------------------- | ----------------------------------------- | ----------------------------------------- | ------- |
| в том числе:                              | Городское население                       | 147 151                                   | Процент городского населения, %           | 100                                       |         |
|                                           | Сельское население                        | 0                                         | Процент сельского населения, %            | 0                                         |         |
|                                           | Мужское население                         | 72 681                                    | Процент мужского населения, %             | 49,39                                     |         |
|                                           | Женское население                         | 74 470                                    | Процент женского населения, %             | 50,61                                     |         |
| Плотность населения, чел./км²             | Плотность населения, чел./км²             | Плотность населения, чел./км²             | Плотность населения, чел./км²             | Плотность населения, чел./км²             | 6131,3  |
| Население коммуны в % к населению области | Население коммуны в % к населению области | Население коммуны в % к населению области | Население коммуны в % к населению области | Население коммуны в % к населению области | 2,07    |

| Динамика изменения населения коммуны | Динамика изменения населения коммуны | Динамика изменения населения коммуны | Динамика изменения населения коммуны |
| ------------------------------------ | ------------------------------------ | ------------------------------------ | ------------------------------------ |
| 1992                                 | 2002                                 | 2012                                 | 2017                                 |
| 128 972                              | 133 518▲                             | 142 136▲                             | 147 151▲                             |